# Pussemange
Pussemange (en champenois et wallon Pûsmadje) est une section et un village de la commune belge de Vresse-sur-Semois située en Région wallonne dans la province de Namur. Frontalier avec la France, le village ardennais est dans l'aire linguistique champenoise, l'une des quatre langues régionales romanes de Wallonie avec le wallon, le lorrain et le picard. Il est bordé au nord par la Goutelle, un affluent de la Meuse.

## Évolution démographique
- Source: DGS, 1831 à 1970=recensements population, 1976= habitants au 31 décembre

## Histoire

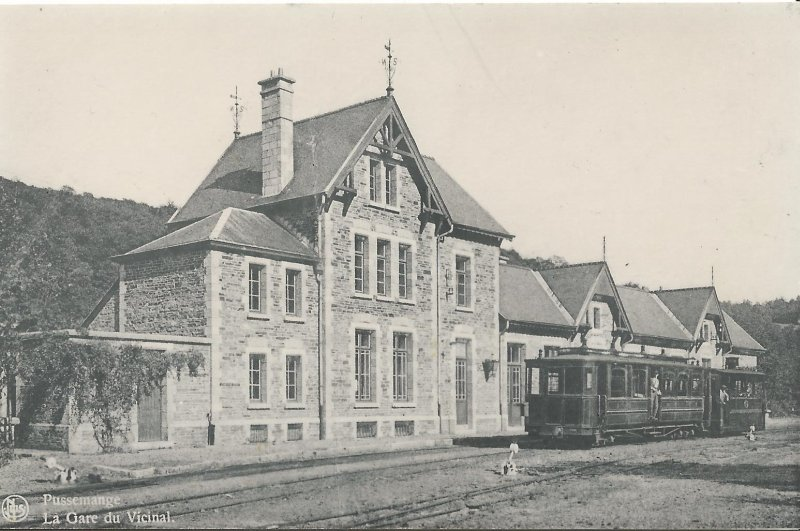
L'ancienne gare vicinale de Pussemange, avec le « tram de la Semois ».

Pussemange faisait partie de l'ancien duché de Bouillon. Il fut réuni à la France et érigé en commune française du département des Ardennes par le décret du 4 brumaire an IV modifié par le Conseil des Cinq-Cents, le 26 fructidor an IV, sur l'arrondissement départemental de Sedan. La commune fut affectée au Royaume des Pays-Bas par le Traité de Paris (1815).
Sa position stratégique lors de la Deuxième Guerre mondiale fit que les forces allemandes y installèrent une Kommandantur à l'entrée du village. Il paraît même qu’Adolf Hitler y aurait fait étape en 1940.
Pussemange était une commune à part entière avant sa fusion avec la commune de Sugny (province de Luxembourg) en 1964 (loi du 02/07/1964), avant que celle-ci ne fusionne le 1er janvier 1977 avec la commune de Vresse-sur-Semois. Cette fusion entraînera son transfert dans la province de Namur.

## Patrimoine et culture

### Patrimoine architectural
- L'église Saint-Hilaire est unique en ce qu'elle semble être une réplique de la cathédrale de Chartres.
- La gare du vicinal est le dernier vestige de l'ancienne ligne du tram, dite « Tram de la Semois », qui reliait Bouillon et Pussemange (et la frontière française).

- Au bord de la Goutelle et au cœur de la grande forêt ardennaise, avec un de ses sommets (402 mètres), le village offre la possibilité de nombreuses promenades.
- D'après l'histoire, cinq monuments tout aussi imposants auraient été construits le long de la frontière franco-belge par Léopold Ier en guise de pied de nez envers la France lors de l'indépendance de la Belgique en 1830.

## Économie
La prospérité économique du village est liée principalement à la vente de tabac, d'essence et pour son accueil chaleureux dans les différents bars qui jalonnent la rue principale.